# Al-Aschraf Dschanbalat
Al-Aschraf Dschanbalat war Sultan der Mamluken in Ägypten von Juni 1500 bis Januar 1501.